# Blythe Hall

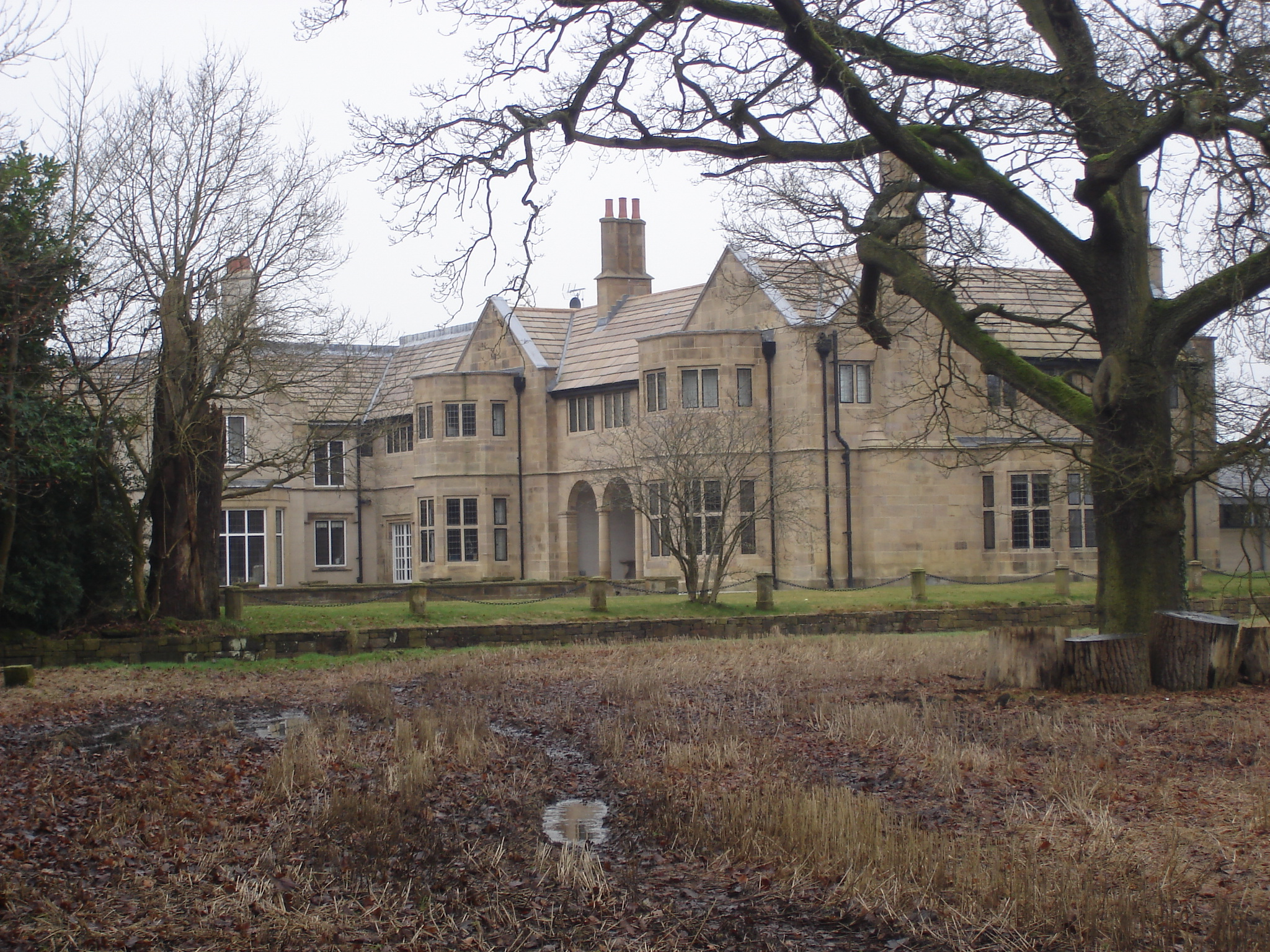
Blythe Hall

Blythe Hall ist ein großes Landhaus im Dorf Lathom, etwa 5 km nordöstlich von Ormskirk in der englischen Grafschaft Lancashire.
Das zweistöckige Gebäude aus stuckverziertem Sandstein-Bruchstein mit schiefergedecktem Dach hatte ursprünglich einen H-förmigen Grundriss, an den später Flügel angebaut wurden. Es gilt als historisches Bauwerk II. Grades.

## Geschichte
Vermutlich wurde Blythe Hall Ende des 16. oder Anfang des 17. Jahrhunderts errichtet. Anfang des 19. Jahrhunderts wurde sie umgebaut.
Das Landhaus gehörte einst Evan Blackledge, der 1612 verstarb. Danach besaßen es etliche Generationen der Familie Blackledge. 1698 wurde es an die Familie Hill aus Burccough verkauft und 1800 erneut,  und zwar an Thomas Langton. Dieser zog dort nie ein, sondern verpachtete es an Edward Clifton. 1826 verkaufte er es an Edward Bootle-Wilbraham, 1. Baron Skelmersdale. Dessen ältester Sohn lebte dort mit seiner Gattin Jessy. Edward Bootle-Wilbraham, 1. Earl of Lathom, wurde 1837 in dem Haus geboren, ebenso wie 1842 seine Schwester, Rose Bootle-Wilbraham. Ihre Mutter starb 1892 und hinterließ das Haus ihrer Tochter Rose, die nie heiratete und 1918 verstarb.
In den Jahren 1918–1921 ließ Edward Bootle-Wilbraham, 3. Earl of Lathom, (1895–1930) Blythe Hall für £ 60.000 radikal umbauen und erweitern. Ihm widerstrebte es, nach dem Ersten Weltkrieg den Familiensitz Lathom House restaurieren zu lassen und wieder zu bewohnen. Viele Baumaterialien, die für den Umbau von Blythe Hall verwendet wurden, stammten von Lathom House. Der dritte Earl war ein Verschwender mit einer Vorliebe für das Theater in London und in den 1920er-Jahren hatte er Theatergrößen, wie Ivor Novello und Noël Coward zu Gast. Nach dem frühen Tod des Earls durch eine Tuberkuloseerkrankung erlosch das Earldom und das Anwesen wurde 1930 an einen Baumwollfabrikanten namens ‚‘Taylor‘‘ verkauft. 1933 wurde dort das katholische Seminar zur Ausbildung von Passionistenpriestern installiert. Das Haus wurde dann St Gabriel's Retreat genannt. 1973 kaufte es der Ex-Fußballer David Whelan für £ 80.000 und verkaufte es 1980 weiter an die Hoteliers John und Diana Craig.
1975 wurde das Haus durch Abriss der ältesten Teile verkleinert. 2010 unterzogen es die neuen Besitzer, Andy und Tracey Bell aus Rufford einer weiteren Überarbeitung.